# Pierre Pelos
Pierre Guillaume Pelos (Agen, 16 agosto 1992) è un cestista francese.